# معركة شرق الأردن الثالثة
معركة شرق الأردن الثالثة وقعت بين قوة شيتور التي هي جزء من قوة التجريدة المصرية للإمبراطورية البريطانية ضد قوات الجيش العثماني الرابع وقوات جيش الصاعقة العثماني.